# Aktieutdelning

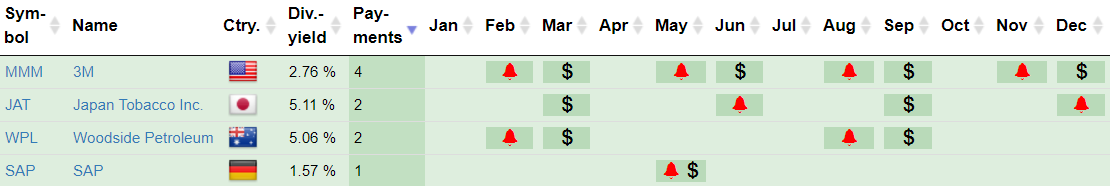
En kalender som visar utdelningarna för ett par börsbolag.

Aktieutdelning, i Finland kallat dividend, är en utbetalning av tillgångar, från ett aktiebolag till dess aktieägare. Aktieutdelningar kan vara enskilda eller periodiska. Utdelning är ett sätt för aktiebolag att ersätta dem som satsat i företaget.

## Förutsättningar för utdelning
För bolag registrerade i Sverige gäller att i aktiebolag som inte är avstämningsbolag måste en aktieägare vara införd i aktieboken den dag som bolagsstämman beslutat att utdelning skall ske. För avstämningsbolag gäller att ägare som är införd i aktieboken senast avstämningsdagen har rätt till utdelning.
Fritt eget kapital kan delas ut som aktieutdelning ett annat år, ofta i form av en extra aktieutdelning, så utdelningsandelen kan överstiga 100% enstaka år. 
Det som styr hur mycket medel som ska behållas i bolaget, dvs inte delas ut, är försiktighetsregeln i aktiebolagslagen. Försiktighetsregeln innebär att en utdelning inte får göras om den riskerar bolagets framtid.
Det bundna egna kapitalet (i första hand aktiekapitalet) får aldrig delas ut till aktieägare utan kan endast tas i anspråk genom nedsättning av aktiekapitalet eller upplösning av bolaget genom likvidation.

### Historik
Innan reglerna om aktiebok med namngivna innehavare infördes i Sverige användes så kallad kupongränta, aktieägare fick ett ark med kuponger med aktiebrevet. Båda var i pappersform, och därmed var utdelningen kopplad till faktiska värdepapper.

## Utdelningsandel
Man brukar ofta prata om ett bolags utdelning i förhållande till dess kurs i termer av dess direktavkastning. Utdelningsandel kallas den andel av vinsten som delas ut. Normalt behålls en del av vinsten och adderas till aktiekapitalet som fritt eget kapital.